# Napoli Challenger
Il Napoli Challenger è stato un torneo professionistico di tennis giocato su campi in terra rossa. Faceva parte dell'ATP Challenger Series. L'unica edizione si è disputata a Napoli in Italia.

## Albo d'oro

### Singolare
| Anno | Campione      | Finalista        | Punteggio     |
| ---- | ------------- | ---------------- | ------------- |
| 1981 | Damir Keretić | Gustavo Guerrero | 4–6, 6–2, 6–2 |

### Doppio
| Anno | Campioni                       | Finalisti                        | Punteggio |
| ---- | ------------------------------ | -------------------------------- | --------- |
| 1981 | Ricardo Acuña Ramiro Benavides | Alejandro Pierola Ricardo Rivera | 6–1, 6–1  |